# Facultad de Ciencias Sociales y Jurídicas (Universidad de Jaén)
La Facultad de Ciencias Sociales y Jurídicas de la Universidad de Jaén (FACSOC), nace dentro del Campus Las Lagunillas en el año 1993, aunque sus orígenes se remontan a los inicios de la universidad en la ciudad de Baeza.

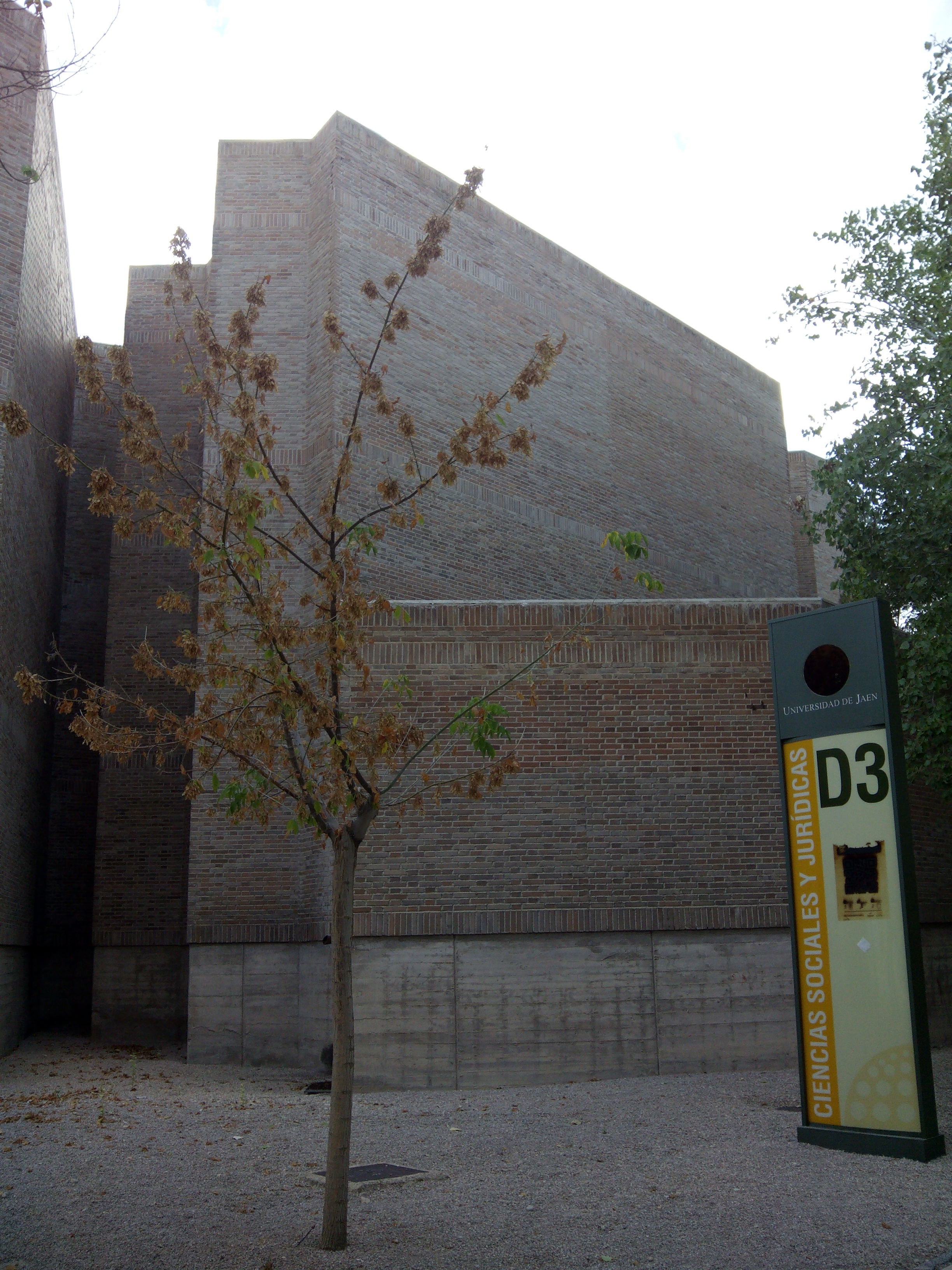
Edificio D3, facultad de ciencias sociales y jurídicas.

En la actualidad la Universidad cuenta con una matrícula aproximada de dieciséis mil alumnos (16.000), de los cuales 4.288 pertenecen a las diferentes carreras impartidas por la FACSOC, lo que supone un 26,99% del total de los alumnos.

## Sistema de Garantía Interna de Calidad
El Real Decreto 1393/2007, de 29 de octubre, por el que se establece la ordenación de las enseñanzas universitarias oficiales, indica claramente que “los sistemas de Garantía de Calidad, que son parte de los nuevos planes de estudios, son, asimismo, el fundamento para que la nueva organización de las enseñanzas funcione eficientemente y para crear la confianza sobre la que descansa el proceso de acreditación de títulos”
Por tanto, el establecimiento de un Sistema de Garantía de la Calidad de la Facultad de Ciencias Sociales y Jurídicas, dentro de la Universidad de Jaén, aparece como una necesidad en el proceso de verificación y acreditación de los títulos y dentro del ámbito europeo de educación superior.
La Facultad de Ciencias Sociales y Jurídicas de la Universidad de Jaén ha participado en la experiencia piloto de implantación del programa AUDIT, diseñado por ANECA para el establecimiento de un Sistema de Garantía Interna de Calidad. El diseño de dicho Sistema se expone en un Manual Conceptual y descriptivo y en un Manual de Procedimientos agrupados en Estructurales, Clave, de Apoyo y de Medición.

## Departamentos
- Economía Financiera y Contabilidad
- Organización de Empresas, Márketing y Sociología
- Derecho Civil, Derecho Financiero y Tributario
- Derecho Eclesiástico, Internacional Público, Procesal y Romano
- Derecho Penal, Filosofía del Derecho, Filosofía Moral y Filosofía
- Derecho Público y Derecho Privado Especial
- Economía
- Estadística e Investigación Operativa
- Matemáticas

## Grados
- Doble Grado en Administración y Dirección de Empresas y Derecho
- Doble Grado en Administración y Dirección de Empresas y Finanzas y Contabilidad
- Grado en Derecho
- Grado en Administración y Dirección de Empresas (ADE)
- Grado en Administración y Dirección de Empresas (inglés) / Bachelor’s degree in Business Administration and Management
- Grado en Gestión y Administración Pública
- Grado en Turismo
- Grado en Estadística y Empresa
- Grado en Finanzas y Contabilidad
- Grado en Relaciones Laborales y Recursos Humanos

## Decanos de la Facultad
Desde su creación en 1990 han sido 9 personas las que han ocupado el decanato de la facultad. En la actualidad el decano de la facultad es Félix Ángel Grande Torraleja.
| Decano                           | Año       | Notas                |
| -------------------------------- | --------- | -------------------- |
| Agustín Muñoz Vázquez            | 1990-1993 |                      |
| Juan Manuel de Faramiñan Gilbert | 1993-1996 |                      |
| Agustín Muñoz Vázquez            | 1996-1997 | Por segunda vez      |
| José García Roa                  | 1997-1999 |                      |
| Juan Ignacio Peinado Gracia      | 1999-2004 |                      |
| José Cuesta Revilla              | 2004-2007 |                      |
| Jorge Lozano Miralles            | 2007-2012 |                      |
| Luis Javier Gutiérrez Jerez      | 2012-2016 |                      |
| Isabel Ramos Vázquez             | 2016-2024 | Primera mujer decana |
| Félix Ángel Grande Torraleja     | 2024-     |                      |